# Kikito (œuvre)

Kikito est une œuvre éphémère de l'artiste français JR qui a nécessité trois mois de travail. Elle était installée à Tecate du côté mexicain de la frontière entre le Mexique et les États-Unis et visible depuis les Etats-Unis. Elle a été inaugurée le 8 septembre 2017. Cette œuvre a été réalisée avec la coopération d'artistes de Tecate ainsi que des artistes de la ville voisine  Tijuana.

## Description
L'œuvre est une photographie en noir et blanc de dimension gigantesque d'un enfant mexicain âgé d'un an regardant par dessus la frontière qui sépare les deux pays. La photographie représente un enfant avec un fin sourire aux lèvres appartenant à la famille dont le terrain sert d'installation, il se nomme David Enrique surnommé Kikito. Sur la photo, il regarde avec beaucoup de curiosité vers le sol de l'autre côté. L'enfant a les cheveux ébouriffés, un rictus de poupin ainsi qu'un air songeur.

## Contexte
Il n'y a eu aucune aide de la part des autorités. Seule la collaboration des habitants de l'État à la frontière de la Californie a permis la création de l'œuvre. Les autorités ont interdit l'exposition de la photographie sur la barrière métallique; l'artiste s'est donc installé sur le terrain d'une famille modeste dont Kikito semble être le plus jeune membre. Cette œuvre a été visible jusqu'au 2 octobre 2017. Kikito  a donc surveillé la frontière avec malice pendant environ un mois.. JR a dévoilé régulièrement les coulisses de la réalisation de l'œuvre sur le réseau social Instagram.

## Réception
L'œuvre a été terminée juste après l'annulation par Donald Trump du programme DACA, Deferred Action for Childhood Arrivals, mis en place sous Barack Obama en 2012. Ce programme permettait la régularisation des situations de clandestins (sinon ils étaient expulsés) et il donnait une protection aux mineurs de moins de 15 ans pour qu'ils bénéficient d'un casier judiciaire vierge et d'une scolarisation. 

## Message de l'artiste
L'œuvre a été réalisée dans le but de "pousser les gens à penser", l'artiste affirme ne pas avoir su que le programme DACA allait être annulé lors de la réalisation. Kikito permet aux gens de discuter mais aussi de se questionner sur notre société. JR énonce que l'art est un outil pour questionner le monde. Le regard de l'enfant sur cette photographie représente le regard de l'artiste sur cette crise et c'est pour cette raison qu'il peut être qualifié d'artiste engagé.

## Sources
- site de Francetvinfo
- site de Lanouvellerepublique
- site de Lefigaro
- site de Lesinrocks
- site de Untitledmag